# Mediaster bairdi
Mediaster bairdi is een zeester uit de familie Goniasteridae.
De wetenschappelijke naam van de soort werd in 1882 gepubliceerd door Addison Emery Verrill.